# Мур, Джеральд
Джеральд Мур (англ. Gerald Martin Moore; 30 июля 1899 года, Уотфорд — 13 марта 1987 года, Пенн) — британский пианист, концертмейстер.

## Биография
Юность провёл в Торонто, где обучался у Майкла Гамбурга и Альберто Герреро. В качестве аккомпаниатора сотрудничал со многими выдающимися певцами своего времени: Кирстен Флагстад, Элизабет Шуман, Дитрихом Фишером-Дискау, Элизабет Шварцкопф, Викторией де лос Анхелес, Хансом Хоттером, Кэтлин Ферриер, Дженет Бейкер, Кристой Людвиг, Николаем Геддой, Джоан Сазерленд и другими. Работал со скрипачами Иегуди Менухиным, Йозефом Сигети и Йозефом Хассидом, виолончелистами Пабло Казальсом и Жаклин дю Пре и многими другими. Его заслугой является то, что он повысил статус аккомпаниатора от подчинённого лица до равноправного творческого партнёра. Прекратил выступления в 1967 году, но и после этого осуществлял студийные записи.
В 1954 году Мур стал Кавалером ордена Британской империи II степени. Он был доктором музыки Кембриджского университета и почётным доктором литературы Сассекского университета, почётным членом Королевской музыкальной академии.
Автор нескольких учебных книг и воспоминаний.

## Публикации
- Нестыдливый аккомпаниатор (The Unashamed Accompanist) 1943
- Певец и аккомпаниатор (Singer and Accompanist) 1953
- Не слишком ли громко? (Am I too loud?) 1962
- Вокальные циклы Шуберта (The Schubert Song Cycles) 1975
- Прощальный концерт (Farewell Recital) 1978
- Furthermoore 1983

Фрагменты нескольких его книг изданы на русском языке:
- Мур Д. Певец и аккомпаниатор. — М., 1987.